# Meyenheim
Meyenheim je občina v departmaju Haut-Rhin francoske regije Grand Est.
Leta 2015 je v občini živelo 1.455 oseb oz. 114 oseb/km².